# Jonathan Gilbert
Jonathan Gilbert (Los Angeles, 28 aprile 1967) è un attore televisivo statunitense.

## Biografia

### Vita privata
Gilbert è nato il 28 aprile 1967. È figlio adottivo degli attori Barbara Cowen (nata Crane) e Paul Gilbert e fratello adottivo delle attrici Melissa e Sara Gilbert.
I suoi genitori divorziano nel 1972 e sua madre Barbara si risposò con Harold Abeles, dal quale ebbe un'altra figlia, Sara Abeles, che cambiò il suo nome in Sara Gilbert. Suo padre Paul si è tolto la vita nel 1976 a causa della sua sofferenza per il dolore costante.
Nella sua autobiografia del 2010, Prairie Tale, Melissa Gilbert ha scritto che quando Jonathan aveva poco più di 20 anni si è trasferito a New York dalla California e da allora non ha avuto più rapporti con lui, per ragioni a lei apparentemente sconosciute. Secondo la sua autobiografia, vive a New York e ha fatto l'agente di cambio a Wall Street.
Jonathan Gilbert ha rincontrato la sorella Melissa e il cast de La casa nella prateria in occasione dell'evento organizzato per il cinquantenario della serie a Simi Valley, California, il 22 e 23 marzo 2024.

### Recitazione
Jonathan Gilbert è conosciuto per la sua interpretazione di Willie Oleson nella serie TV La casa nella prateria, dal 1974 al 1983.

## Filmografia

### Televisione
- Anna dei miracoli (The Miracle Worker), regia di Paul Aaron – film TV (1979)
- La casa nella prateria (Little House on the Prairie) – serie TV, 138 episodi (1974-1983)
- La casa nella prateria - Ricordando il passato (Little House: Look Back to Yesterday), regia di Victor French – film TV (1983)
- La casa nella prateria - L'ultimo addio (Little House: The Last Farewell), regia di Michael Landon – film TV (1984)

## Riconoscimenti
- 2008 – TV Land Awards
  - Nomination Siblings That Make You Grateful for Your Own Crazy Family per La casa nella prateria (con Alison Arngrim)

## Doppiatori italiani
Nelle versioni in italiano delle opere in cui ha recitato, Jonathan Gilbert è stato doppiato da:
- Marco Guadagno ne La casa nella prateria (st. 1, 1ª edizione)[4]
- Fabrizio Manfredi ne La casa nella prateria (st. 1, 2ª edizione)[4]
- Massimiliano Manfredi ne La casa nella prateria (st. 2-8, 2ª edizione)[4]
- Riccardo Rossi ne La casa nella prateria (st. 9, 2ª edizione)[4]